# Garfield (Maine)
Pour les articles homonymes, voir Garfield.
Garfield est une ville située dans l’État américain du Maine, dans le comté d’Aroostook. 

## Géographie
|  | Nashville (Maine) |                  |
|  | Garfield          | Chapman (Maine)  |
|  | Oxbow (Maine)     | Masardis (Maine) |